# 電腦擇友
電腦擇友是一種電腦技術、資訊技術（Information Technology，IT）的應用，目的是讓想交友、交往的人能更快找到合適的對象。
電腦擇友的技術實現方式，是先開發、設計一套合乎交友需求的撮合、配對演算法或分析法，然後將此法以程式語言撰寫成電腦軟體，之後所有想交友的人將其自身資料、條件輸入到電腦，如性別、年齡、住地、興趣等，同時也輸入期望交往對象的條件，同樣也是性別、年齡、住地等相關屬性的資料，接著開始執行程式，進行對象的過濾、篩選等演算分析，執行完後便可獲得結果，結果是合乎條件需求的對象表列。
電腦擇友的應用技術很早就存在，發展了十數年時間，到了近年來已經從本機端執行的本機程式，逐漸轉化成網路端的網路程式、網路服務，不過即便如此，電腦擇友的進步性依舊很有限，運算出來的的撮合、配對結果通常與人們的預期設想有一定的出入誤差，此意味著有很大程度的「無效撮合」，因此多半只能視為初階篩選之用，或作為輔助參考。不過，並非只有擇友應用有此種撮合落差極大的問題，房屋買賣仲介、求職求才仲介等也類似，但也有很理想的應用例子，如股票證券買賣撮合即是。